# Pieter Willem Korthals
Pieter Willem Korthals (* 1. September 1807 in Amsterdam; † 8. Februar 1892 in Haarlem) war ein niederländischer Botaniker. Sein botanisches Autorenkürzel lautet „Korth.“

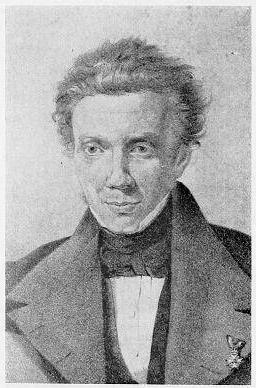
Pieter Willem Korthals

## Leben und Wirken
Korthals war als Pflanzensammler in Malesien tätig. Er war von 1831 bis 1836 der offizielle Botaniker bei der Natuurkundige Commissie voor Nederlandsch Indië (Naturkunde-Kommission für Niederländisch-Indien). In seinem 1840–1844 erschienenen Werk Verhandelingen over de natuurlijke geschiedenis der Nederlandsche overzeesche bezittingen. Botanie beschrieb er als Erster die Kannenfallen von fleischfressenden Pflanzen der Gattung der Kannenpflanzen (Nepenthes).

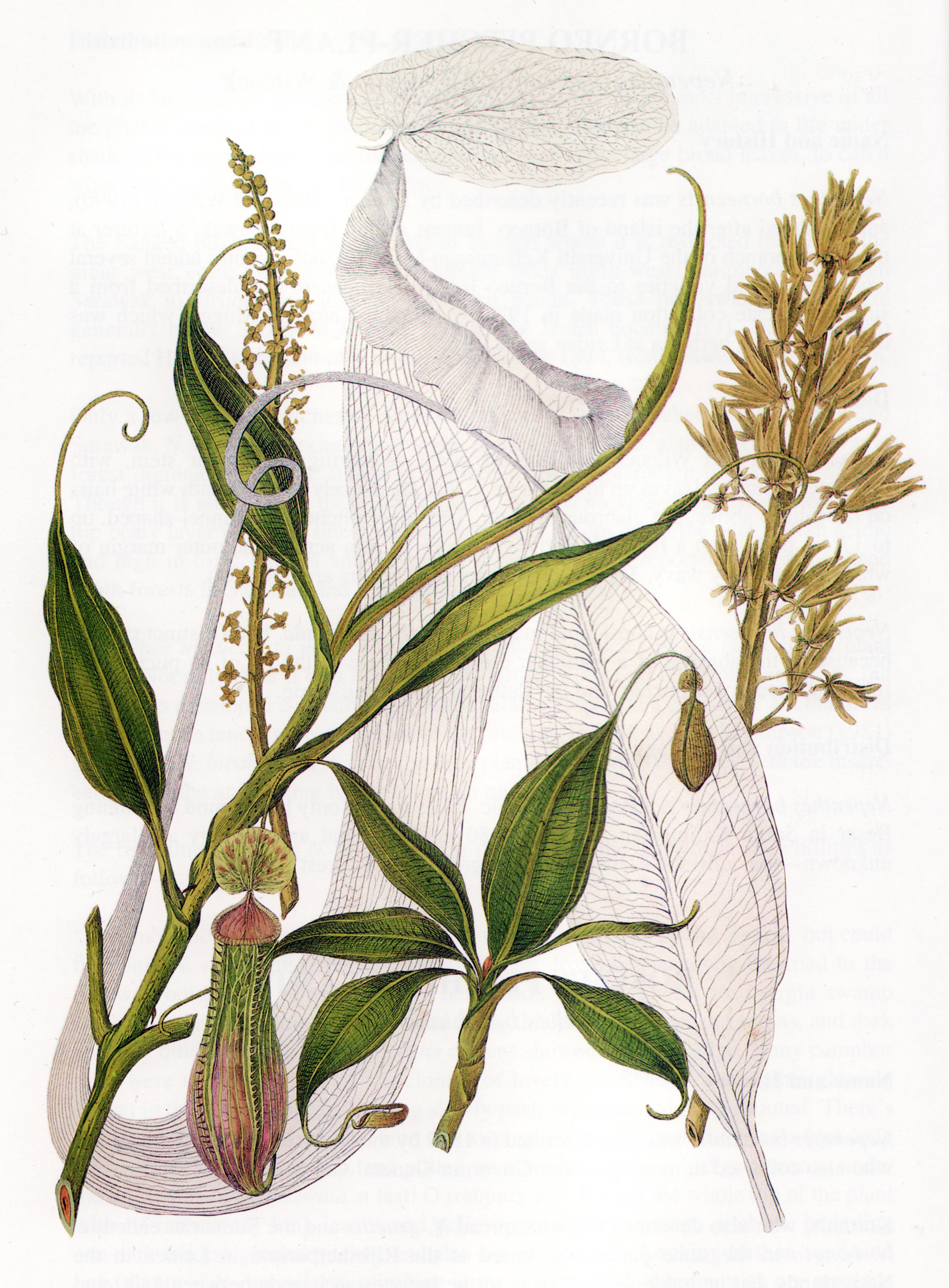
Nepenthes boschiana, Illustration in Korthals’ Schrift Over het geslacht Nepenthes

## Dedikationsnamen
Die Gattungen Korthalsella Tiegh. aus der Pflanzenfamilie der Sandelholzgewächse (Santalaceae) und Korthalsia Blume aus der Pflanzenfamilie der Palmengewächse (Arecaceae) sind nach ihm benannt.

## Schriften
- Observationes de Naucleis indicis… 1839.
- Over het geslacht Nepenthes. In: C. J. Temminck (Hrsg.): Verhandelingen over de natuurlijke geschiedenis der Nederlandsche overzeesche bezittingen. Kruidkunde. 1–44, pls. 1–4, 13–15, 20–22, 1839.
- Verhandelingen over de natuurlijke geschiedenis der Nederlandsche overzeesche bezittingen. Botanie. (acehbooks.org [PDF] Erstausgabe:  1839, 1840–1844).